# Herenia
Herenia — imię żeńskie pochodzenia łacińskiego, wywodzące się od przydomka jednego z rodów samnickich. Patronką tego imienia w Kościele katolickim jest św. Herenia, wspominana razem ze św. Rogatem, Feliksem, Beatą, Mamilem, Sylwanem, Urbanem i Felicytą.  
Herenia imieniny obchodzi 8 marca. 
Znane osoby o tym imieniu:
- Herenia Etruscilla, cesarzowa rzymska